# イキケ地震
イキケ地震（イキケじしん）は、1877年にチリ北部、イキケ沖で発生した巨大地震である。太平洋の広範囲に津波被害を起こした。
9年前にはこの地震の震源域に隣接した北部でアリカ地震があった。

## 概要
1877年5月9日21時16分（現地時間）、5月10日0時59分（UTC）（5月10日2時16分（UTC）とも）に、南緯19.6°、西経70.2°付近のペルー・チリ海溝沿いで巨大地震が発生した。
カレタでは5分間の揺れが感じられ、アリカの南側50km付近からコビハ南部までの範囲でメルカリ震度階級でVIII 以上の揺れとなった。
この地震はナスカプレートと南アメリカプレートとの収束型境界の沈み込み帯で発生し、震源域では全長約420km - 450kmに亘って断層破壊が発生したと推定された。
この時期、イキケはまだペルー領土であり、その南の太平洋沿いはボリビア領アントファガスタ県であり、チリの北端はさらに南にあった。チリとボリビアの間ではアタカマ国境紛争があり、1874年の条約で1877年に南緯24度線に国境線が引かれ、その北がボリビア、南がチリとされた。この条約でボリビアはチリの企業が硝石採掘を行う場合、税金を課さないとされた。
しかし、イキケ地震による被害の大きかったボリビア領アントファガスタ県では1878年にチリの採掘会社に対する課税を行った。チリ企業がこれを拒否するとボリビアは硝石の輸出を禁止し紛争に発展、太平洋戦争が勃発した。この結果、チリは大きく領土を北に伸ばし、ペルー南部の一部とボリビア太平洋岸のすべてがチリに併合され、両国に大きな政治的動揺を起こした。

## 津波
この地震によって発生した津波はチリ沿岸のアリカで11.7m、イキケで6m、ウアーニジョスで18m、トコピアで24m、カレタで18mなどとなり甚大な被害をもたらした。
さらに太平洋全体に波及、ハワイ島のヒロに到達し5m、マウイ島のカフルイで6.6m、ニュージーランドのウェリントンで1.5m、オーストラリアのシドニーで0.6mの高さとなった。
日本にも到達し、函館2.4m、釜石3m、東京湾0.7mで函館と三陸海岸で被害があり、房総半島では死者も出た。
マグニチュードはM 8.3 - 9と推定されるが観測網が未整備の時代の歴史地震であり、また地震モーメントは 5 ×1022 N・m（Mw 9.1）、あるいはMw 9.0と見積もられている。津波マグニチュードはMt 9.0と推定されている。